# Macaubal
Macaubal est une municipalité brésilienne de l'État de São Paulo et la Microrégion de Nhandeara.